# Cardénolide (molécule)
Le cardénolide est un composé organique de la famille des stéroïdes, de formule C23H35O2. C'est plus précisément un dérivé du cardanolide, lui-même un dérivé du stérane avec en plus un cycle de gamma-lactone en C17. Il se différencie de celui-ci par une insaturation au niveau de ce cycle lactone.
Le cardénolide et ses dérivés sont appelés simplement « cardénolides », et forment une sous-famille des stéroïdes cardioactifs.